# Rio Jundiá

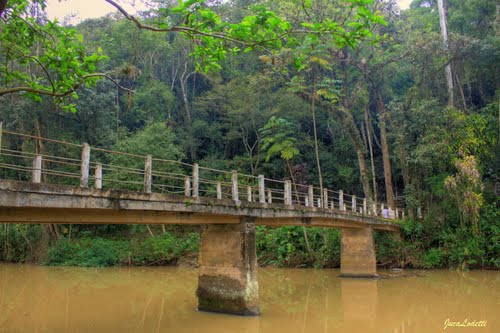
Passage sur le Rio Jundiá (2011).

Le rio Jundiá est une rivière brésilienne du sud de l'État de Santa Catarina.
Il naît sur le territoire de la municipalité de Timbé do Sul, dans la Serra Geral). Il s'écoule vers le sud-ouest, marque la frontière entre les municipalités de Turvo d'un côté et de Morro Grande et Meleiro de l'autre, avant de se jeter dans le rio Itoupava.